# Памятник Корт Айке
Арт-объект посвященный персонажу коми легенд Корт Айке — в селе Корткерос Республики Коми. 12 ноября 2016 года был установлен при въезде в село Корткерос. В настоящее время арт-объект расположился на территории Корткеросской центральной библиотеки.

## История создания арт-объекта
Идея создания арт-объекта и установки на въезде в с.Корткерос принадлежит участникам I фестиваля кузнечного искусства «Кӧрт Айка». Об этом в интервью канала "Время новостей" заявил Юрий Шагунов, вице-президент Союза кузнецов России (г.Москва) https://vk.com/kortaika_fest?z=video-78869964_170335996%2Fvideos-78869964%2Fpl_-78869964_-2 (1:36). Эскиз арт-объекта разработал  кузнец-художник Александр Сушников (г.Санкт-Петербург), а воплощением образа Кӧрт Айки и работой по ковке основных элементов занимались Александр Сушников и кузнец из Москвы Георгий Горбачев.
Изделие было доставлено из Санкт Петербурга к месту проведения кузнечного фестиваля в разобранном виде. Сборка частей проводилась совместными усилиями всех участников- кузнецов (в том числе зарубежных) и символизировала общность людей преданных своему промыслу. В связи с необходимостью доделать лодки и большой занятостью авторов, до ноября 2016 года изделие находилось во дворе Корткеросского кузнеца Игоря Усачева, а после завершения финишной сборки Сушниковым А. и Усачевым И. покраски силами волонтеров (Попова Т., Кашапова Т., Ветошкина Т., Попов Д.А.), а также получения разрешительно-проектной документации от дорожного департамента Республики Коми оно было установлен при въезде в село.
Авторы Корт Айки считают его не памятником, а арт-объектом. Это предмет искусства, рассчитанный на эмоциональную реакцию зрителей. Корт Айка — это неулитиритарный объект, созданный из различных материалов и предметов, передающий творческую идею создателя путем визуального взаимодействия с публикой. Целью его создания были: брендирование территории основанное на местной легенде, развитие регионального туризма, привлечение туристического трафика, позиционирование с. Корткерос в СМИ как место зарождения кузнечного промысла в Республике Коми.
Установка памятника была приурочена к Всероссийскому дню кузнеца Объект выполнен из стального уголка 100х100 и 80×80 мм и полос 40×4 мм. В основании толстый стальной лист. Памятник изготовлен методом горячей ковки. Вес около 1 тонны.

## Критика
Установка арт-объекта вызвала дискуссии в местных СМИ. По утверждению некоторых жителей Республики Коми установка памятника язычнику и разбойнику является преступлением против христианской веры и свидетельствует о возрождении язычества в Корткеросском районе.
Представители православной епархии прокомментировали эту новость, заявив, что это изделие не несет в себе никакой религиозной или идеологический подоплеки.